# Bizarro fiction
Bizarro fiction (z ang. bizarre – dziwaczny, fiction – fikcja, także: bizarro, neosurrealizm, avant punk) – współczesny gatunek literacki, którego autorzy używają takich środków wyrazu jak absurd, groteska czy satyra w celu stworzenia wyłamującej się ze schematów prozy. Termin został wprowadzony do obiegu w 2005 roku za sprawą niezależnych północnoamerykańskich oficyn wydawniczych Eraserhead Press, Raw Dog Screaming Press oraz Afterbirth Books, które zaadaptowały określenie jako nazwę gatunku literackiego uprawianego przez autorów z nimi współpracujących.

## Geneza gatunku
Bizarro-fiction jako gatunek formowało się od drugiej połowy lat 90. XX wieku, jako ruch młodych pisarzy skupionych wokół takich postaci jak Carlton Mellick III czy Rose O’Keefe. Za umowny początek ruchu uznaje się założenie przez O’Keefe wydawnictwa Eraserhead Press w 1999 roku. Nowe zjawisko literackie nie miało jeszcze nazwy, w wąskich kręgach używano określeń typu avant-punk czy neosurrealizm. Podczas dyskusji dotyczącej opublikowanego 19 czerwca 2005 roku eseju Kevina Dole’a II pod tytułem What The Fuck is This All About, będącego próbą definicji gatunku, pojawił się termin bizarro-fiction, przyjęty następnie przez twórców jako nazwa uprawianego przez nich rodzaju prozy.

## Cechy gatunku
Bizarro-fiction jest zbliżone do szeroko pojmowanej fantastyki, a jego autorzy najczęściej używają w swojej prozie motywów i schematów wywiedzionych z science-fiction, horroru czy fantasy. Podstawową różnicą jest występowanie w pozycjach bizarro-fiction nieodłącznego pierwiastka „dziwności”, osiąganego takimi środkami jak absurdalne zestawienia postaci i sytuacji, czarny humor, elementy pastiszu, kreowanie surrealistycznego świata przedstawionego. Bizarro-fiction odcina się od eksperymentalnej formy, kojarzącej się z literaturą awangardową, na rzecz eksperymentalnej treści. Aspirując do miana zjawiska czysto rozrywkowego, korzysta z dorobku popkultury poprzez liczne nawiązania do konkretnych jej wytworów i postmodernistyczną grę konwencjami w jej ramach wytworzonymi. Autorów tego nurtu szczególnie inspiruje tzw. kino kultowe oraz twórczość takich pisarzy jak Lewis Carroll, Philip K. Dick czy Kathe Koja. Wiele książek bizarro jest satyrami społecznymi bądź antyutopiami.
Gatunek cechuje się tendencją do poruszania tematów powszechnie uznawanych za tabu.
Do czołowych twórców bizarro-fiction należą m.in. Carlton Mellick III, Cameron Pierce i Kevin Donihe.

## Bizarro w Polsce
W Polsce terminu bizarro-fiction zaczęto używać w 2011 roku.
W sierpniu 2011 roku ukazała się powstała z inicjatywy autorów zainteresowanych tym gatunkiem i wydana niezależnie antologia Bizarro dla początkujących. W październiku 2011 roku rozpoczął działalność portal Niedobre Literki, poświęcony promowaniu gatunku i publikowaniu prac twórców inspirujących się nim.
Jednakże pierwszą książką, odpowiadającą założeniom bizarro fiction, jaką opublikowano w Polsce była powieść Krzysztofa Niewrzędy Wariant do sprawdzenia, która ukazała się w 2007 r. Jej autor jest z pewnością pierwszym polskim pisarzem, który zaczął stosować tę konwencję. Już w 2000 r. publikował w pismach literackich fragmenty Wariantu do sprawdzenia. Natomiast jego powieść poetycka „Second life”, która została wydana w 2010 r. może uchodzić za szczyt osiągnięć bizarro fiction. Przez wielu krytyków literackich została uznana bowiem wręcz za książkę genialną, która nie ma odpowiednika w polskiej literaturze.
Do polskich pisarzy tworzących teksty z pogranicza bizarro-fiction można zaliczyć Dawida Kaina (m.in. powieści Prawy, lewy, złamany, Gęba w niebie, Za pięć rewolta, oraz zbiór opowiadań Makabreski), Kazimierza Kyrcza Jr. (napisana z Robertem Cichowlasem powieść Efemeryda oraz niektóre z opowiadań stworzonych we współpracy z Dawidem Kainem i opublikowanych w zbiorach Piknik w piekle, Horrorarium oraz Chory, chorszy, trup), Rafała Kuletę, Krzysztofa T. Dąbrowskiego, Krzysztofa Maciejewskiego, Marka Grzywacza i Karola Mitkę.